# Kaisersteg
Le Kaisersteg était une passerelle du faubourg industriel sud-est de Berlin, Treptow-Köpenick, franchissant la Haute Spree. Sa construction a été assurée par un partenariat entre la Sté Wilhelminenhof et l'industriel AEG. Ce nouveau franchissement entre Oberschöneweide et Niederschöneweide reliait la rue Laufen à la rue d'Hasselwerden. Sa charpente filiforme, conçue par Heinrich Müller-Breslau, alors l'un des plus éminents constructeurs, compte au nombre des réalisations les plus prestigieuses du génie civil de la Belle Époque. Le guide Baedeker Berlin et ses environs le décrit comme « techniquement remarquable. » Comme tous les ponts reliant ces deux faubourgs berlinois, il a été dynamité par une unité SS dans les derniers jours de la Seconde guerre mondiale. Il a été reconstruit entre novembre 2005 et septembre 2007, et ouvert à la circulation (sans cérémonie d'inauguration) le 25 septembre 2007.

## Les maîtres d'ouvrage: SA Wilhelminenhof et AEG

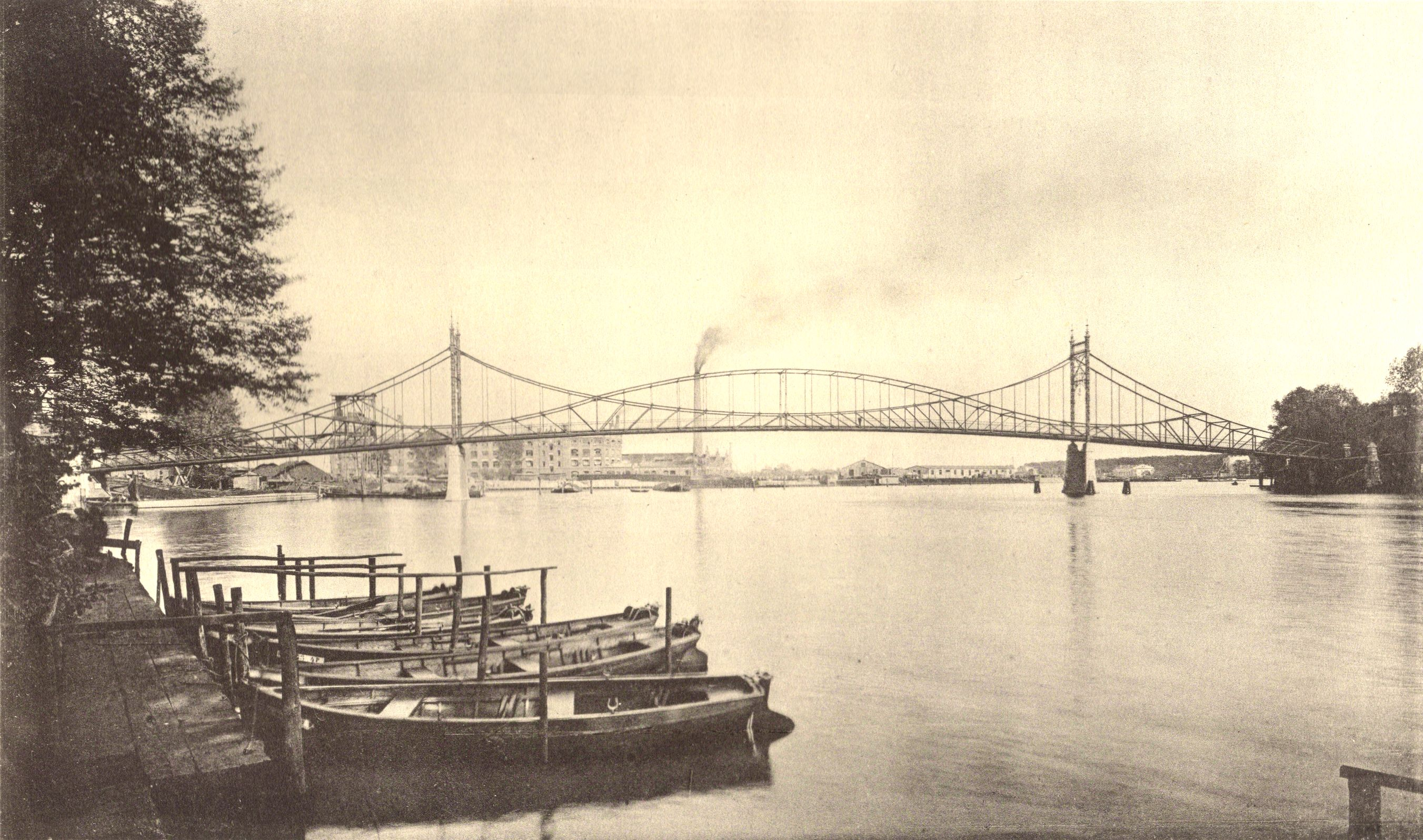
Le Kaisersteg en 1900, vu de l'ouest.

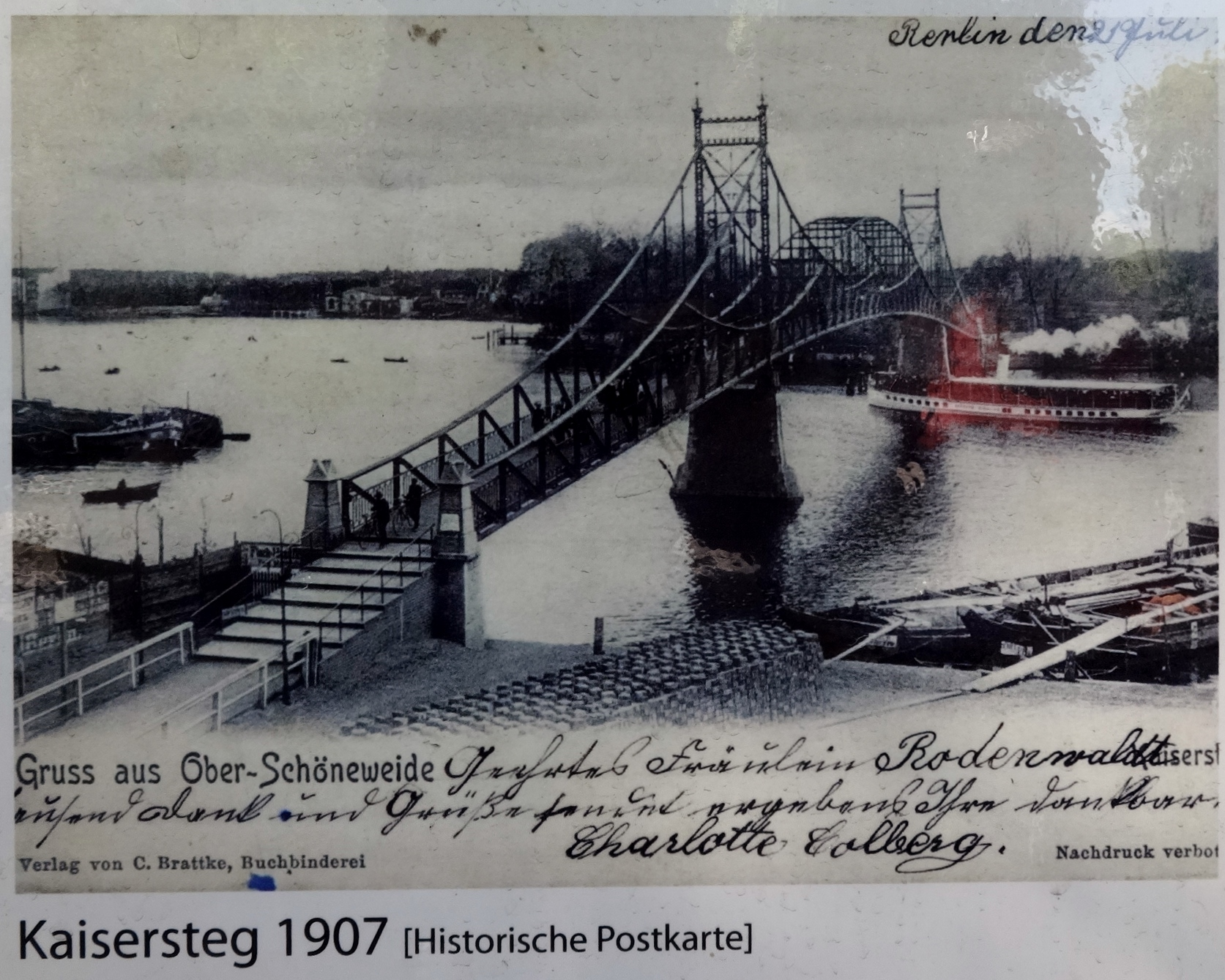
Kaisersteg, 1907

Le PDG d'AEG, Emil Rathenau, en quête de nouveaux sites (il n'était plus possible d'étendre les usines d'AEG à Oberschöneweide ni à Gesundbrunnen) fit l’acquisition en 1895 de nouveaux terrains des berges de la Spree dans le faubourg de Moabit. Grâce au fleuve, non seulement les usines allaient disposer de suffisamment d'eau et de rejets pour les turbines à vapeur, mais elles seraient desservies par un axe fluvial majeur de l'Empire allemand, et il allait être possible de les raccorder par une antenne ferroviaire industrielle à la ligne de Berlin à Görlitz. AEG aménagea jusqu'en 1897 sa nouvelle câblerie et la centrale électrique d'Oberspree, qui alimentait en courant tout l'est de la capitale allemande, sur diverses parcelles disséminées entre la Spree et la rue Wilhelminenhof, sur un plan d'occupation des sols conçu par la société immobilière Wilhelminenhof. Cette société offrit même les terrains pour la centrale électrique, dans l'espoir que cette infrastructure attireraient d'autres industriels dans le quartier. Simultanément, elle signait un partenariat avec AEG pour la construction d'une passerelle piétonne sur le fleuve. Les deux sociétés avaient besoin de cette passerelle : pour AEG, elle améliorait la desserte du dépôt de Berlin-Schöneweide, en évitant aux ouvriers un détour d'1,5 km vers l'aval, où une passerelle en bois (aujourd'hui remplacée par le pont à deux niveaux de  Treptow-Köpenick) franchissait le fleuve depuis 1891 ; quant à la société immobilière, elle pourrait valoriser se terrains en multipliant les dessertes depuis la rive nord.

## Le projet

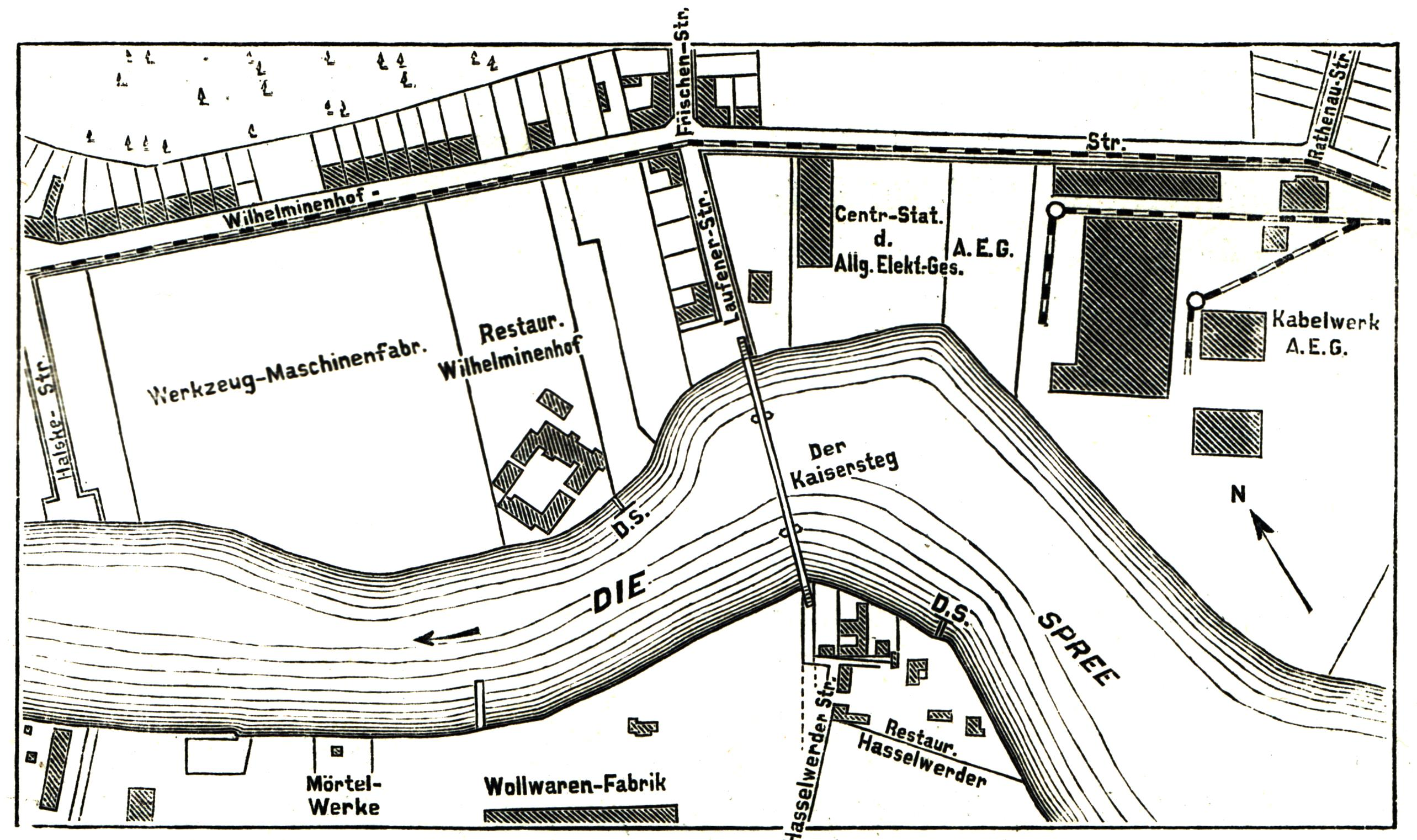
Plan-masse du Kaisersteg et de la zone industrielle d'Oberschöneweide.

Le choix de l'emplacement du nouveau franchissement s'avéra difficile car à Niederschöneweide, la front de rivière était déjà largement bâti et à l'endroit finalement choisi, dans le prolongement de la rue d'Hasselwerden, la Spree s'évasait à 175 m de largeur et accusait un méandre fort courbe. Les accostages des vapeurs desservant le Wilhelminenhof obstruaient la culée prévue à Oberschöneweide, et l’Etablissement Hasselwerder celle de Niederschöneweide. Le projet devait, bien sûr, intégrer les besoins de la navigation fluviale. Le cahier des charges était inspiré d’un avant-projet de pont en arc à cinq travées, rédigé par Carl Deul, l’un des directeurs de la société immobilière. Le rectangle de navigation de la travée centrale devait dégager au moins 7,70 m au-dessus de la retenue normale « pour épargner aux piétons l’inconfort des fumées des bateaux à vapeur » et 40 m  d'ouverture.
Les deux maîtres d’ouvrage confièrent la réalisation du projet à l’ingénieur Müller-Breslau, professeur à l’Institut technique de Charlottenburg. Il était assisté de l’ingénieur Karl Bernhard pour le détail des calculs de charpente métallique et pour la direction des travaux. Selon Müller-Breslau lui-même, le « paysage ravissant de notre Haute Spree » appelait « un soin particulier pour le tracé convenable de l’ossature. »
Le projet de Müller-Breslau dépassait de beaucoup les exigences du cahier des charges et compte au nombre des plus belles réalisations du génie civil de la Belle Époque. La portée de sa travée centrale, 86 m, soit plus de la moitié de la largeur du fleuve, offrait un panorama sur toute la Spree, alors que le méandre était encombré d'une multitude de bateaux à vapeur. Ses deux piles n'obstruaient que 2 % du débouché hydraulique du fleuve (à titre de comparaison, les piles des ponts en arc de Moabit, qui occupaient un méandre similaire, fermaient 13% du débouché hydraulique, et ceux de l'Oberbaumbrücke, 30%).

## Le chantier

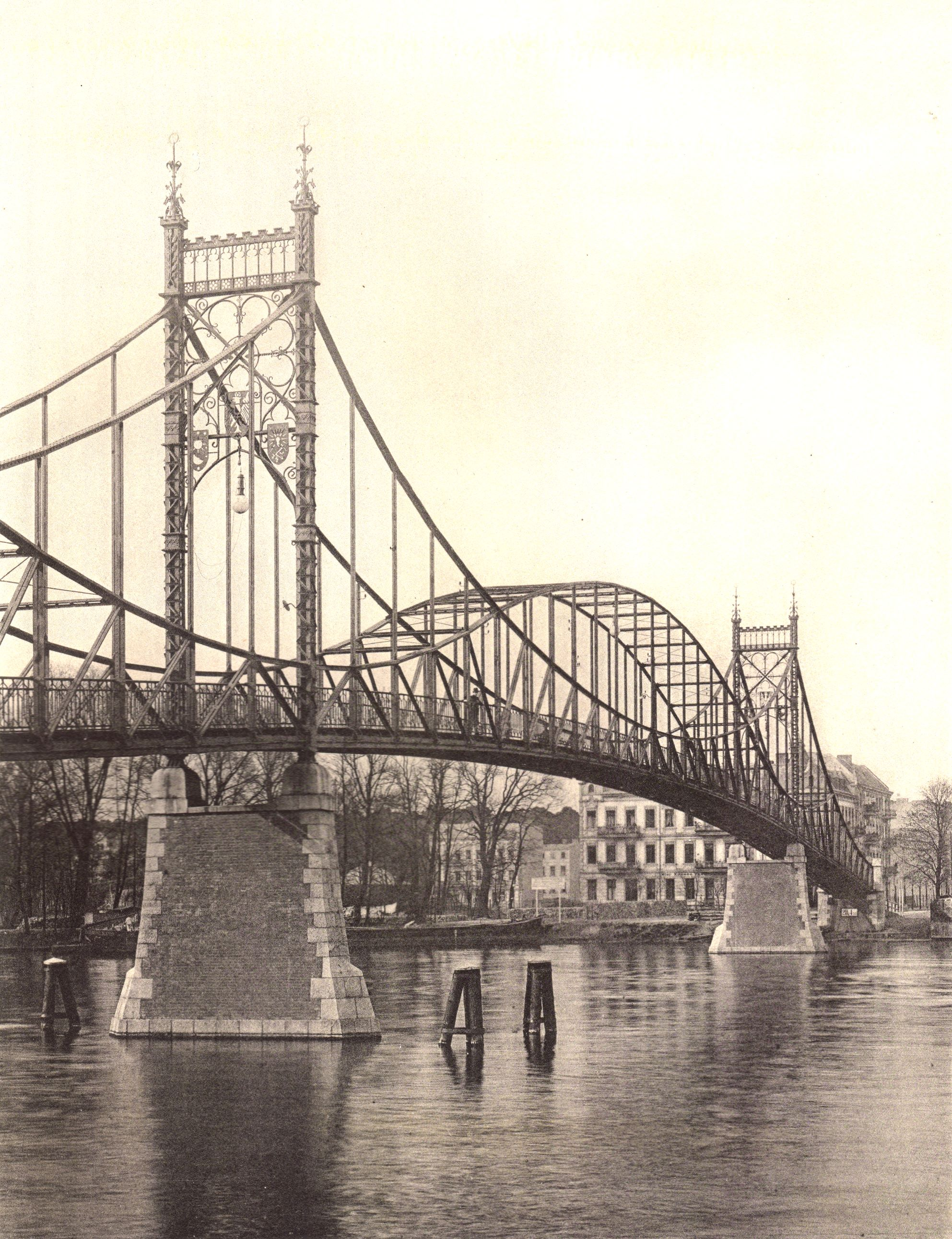
Photo du Kaisersteg à son inauguration en 1900: une dentelle en charpente.

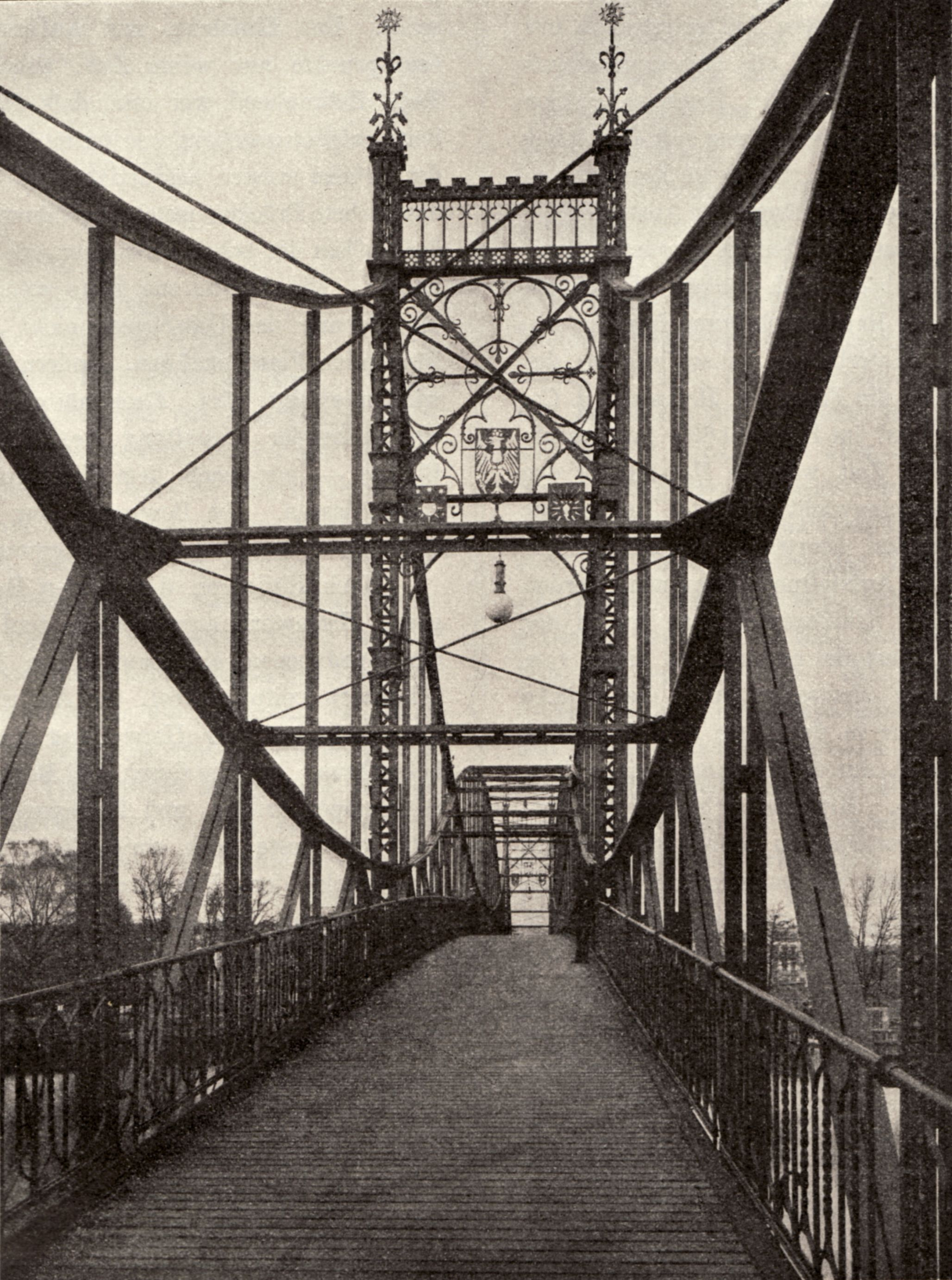
La rampe d'accès et ses portiques gothicisants en charpente.

Les piles (deux en rives et deux en rivière) ont été levées par la Sté Holzmann & Co. de Francfort-sur-le-Main. Grâce aux terrains en grave sableuse, il n'était pas nécessaire d'entreprendre de fondation sur pieux : ces piles étaient fondées sur de simples semelles filantes. Ces infrastructures hourdies au  mortier de clinker furent élevées à l'abri de batardeaux en palplanche. Leurs parements furent exécutés en granite de Silésie et, pour les faces amont et aval, d'un appareil en briques bigarrées fournies par la briqueterie Sauen d'Eberswalde. Les piles se rétrécissaient vers le haut à moins d'1 m pour recevoir les bossages d'appui sur une embase carrée. Chaque culée en granite supportait la voie large de 3,50 m en l'encadrant d'un portique. L'infrastructure de la passerelle était achevée à l'automne 1897.
La charpente métallique est l’œuvre de la Sté August Klönne de Dortmund. Hormis un cintre en bois de 2 m de large pour l'exécution de la travée centrale, les travaux se passèrent entièrement d'échafaudages. Le montage de la superstructure démarra au printemps 1898 : les ouvriers commencèrent par assembler le tablier sur la rive droite (à Oberschöneweide) en quatre parties : les segments de rive et leurs portiques, et les deux demi-arcs de la travée centrale sans leurs tirants. Il fallut deux bigues sur ponton pour mettre en place ces éléments : H. Müller-Breslau avait équipé ces pontons d'échafaudages en forme de portique, solidement fixés aux extrémités. Les deux pontons étaient reliés par double voie ferrée de 20 m jusqu'à la rive. Pour charger les segments de passerelle sur les portiques des pontons, il fallit les lever jusqu'à une hauteur d'environ 10 m. Le double convoi acheminait ensuite les morceaux de tablier au droit de leur emplacement définitifs, où des palans les levaient un peu au-dessus de leur position définitive ; puis ils étaient repris par les grues qui assuraient le positionnement à la hauteur exacte, pour leur clavage. L'ultime étape fut le démontage du cintre pour permettre aux pontons de passer sous la travée centrale. Le montage de la clef de l'arc ne prit qu'une journée, bien moins que le démontage des échafaudages.
Le tirant d'air minimum dégagé par cet ouvrage filiforme était de 4,10 m au-dessus de la retenue normale, mais atteignait 8 m dans la travée centrale et jusqu'à 9 m dans l'axe de navigation. Cela imposait aux piles de rive une hauteur telle qu'elles surplombaient de 3 m les voies sur berge. Pour l'accès à la passerelle, Müller-Breslau adopta un compromis entre l'escalier et la rampe : une rampe à redans rachetant d'abord une dénivelée d'1,20 m, qui s'avéra cependant fort malcommode pour les cyclistes, brouettes et chariots à bras.
Une fois lancées les travées de rive, on entreprit l'assemblage de la charpente métallique, de la travée centrale et des tabliers en arc. Les portiques étaient ornés de motifs gothicisants (pinacles en verdure, créneaux, rosaces, aigles impériales et allégories de la fée Électricité, comme on en trouvait déjà à la centrale électrique d'Oberspree. Les câbles électriques étaient enfilés à l'intérieur du tablier, les équipements de signalisation à destination de la batellerie fixés et le platelage en bois pour la plate-forme posés. AEG étant maître d’œuvre, l'éclairage utiliserait des lampes électriques : il aura suffi pour cela de quelques ampoules placées sur les candélabres à arc électrique des portiques et à mi-travée.
La passerelle fut ouverte à l'usine de matériel électrique et la câblerie dès le 1er octobre 1898, puis cédée au mois de novembre 1898 à la commune d'Oberschöneweide. Le coût des travaux, ouvrages annexes compris, s'élevait à 110 000 Mark-or. L'importance de l'ouvrage lui valut le nom de Kaisersteg.

## Destruction et reconstruction
Le 22 avril 1945, des unités SS firent exploser le Kaisersteg et le pont de Treskow (de) pour retarder la progression de l'Armée Rouge. La zone industrielle d'Oberschöneweide perdait ainsi son symbole, et si le pont de Treskow fut reconstruit assez vite, les ruines de la passerelle furent, elles, déblayées et réemployées.
Il y eut bien, au cours de la seconde moitié des années 1950, des projets de reconstruction du Kaisersteg : un article de 1957 indique qu'il figurait au programme du second plan quinquennal de la RDA (1958-1962) ; mais rien ne fut entrepris à l'époque.
Or la privatisation du combinat d'électricité par la Treuhandanstalt après la Réunification allemande fut un échec, et il fallut fermer les usines : c'est ainsi que disparut ce qui avait été pendant un demi-siècle l'une des plus grandes zones industrielles d'Europe. Dans le cadre de la requalification du quartier, on mit à l'étude la reconstruction du Kaisersteg comme franchissement d'une piste cyclable et d'une voie piétonne, pour relier derechef les quartiers d'Oberschöneweide et de Niederschöneweide. L'assemblée vota les crédits d'un concours d'architecture, dont le lauréat fut le bureau munichois Ingenieurgesellschaft Schmitt Stumpf Frühauf .

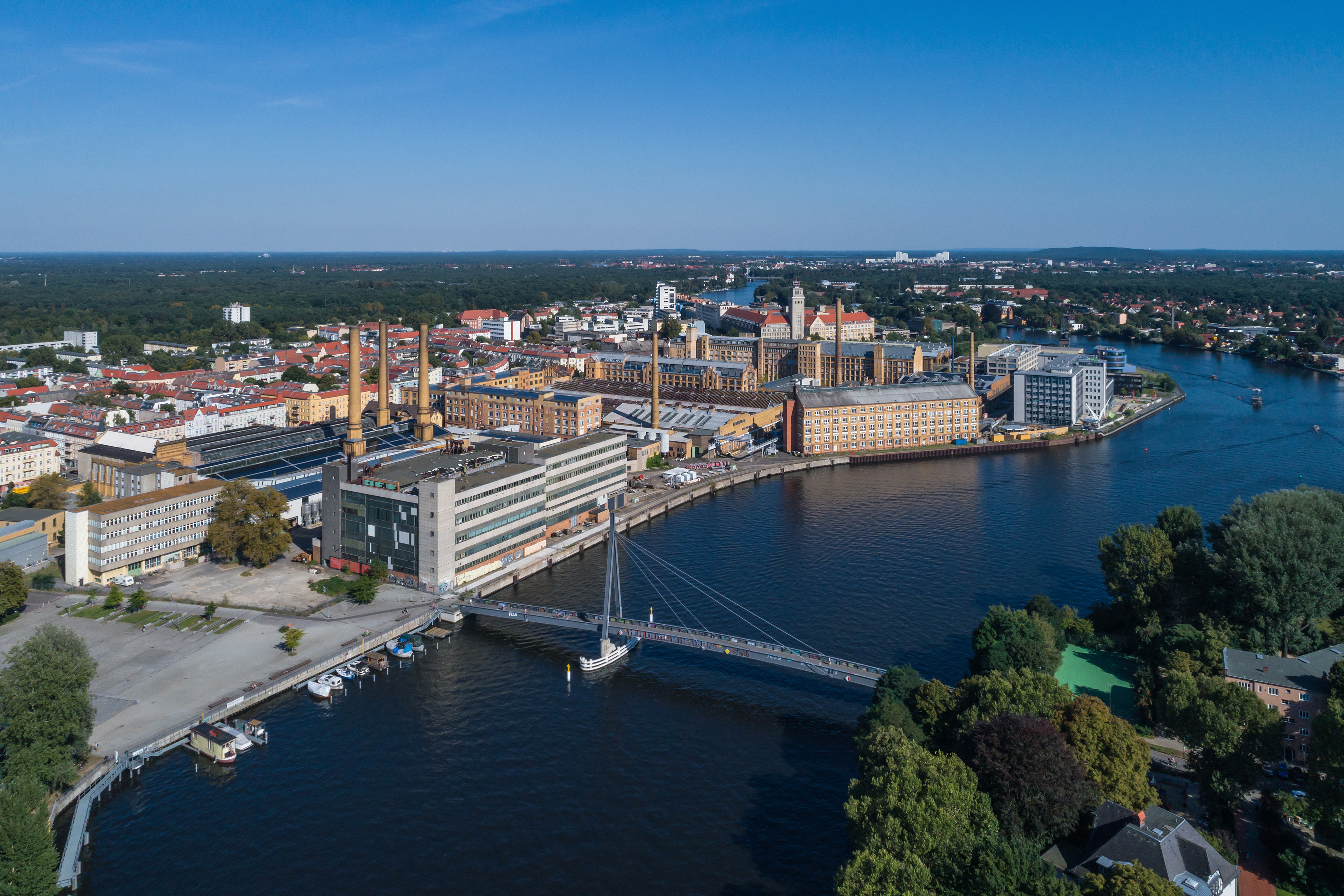
Photo aérienne du nouveau Kaisersteg.

La reconstruction du pont de 140,30 m de portée et d'environ 400 t reposait sur un concept de pont à haubans, portant une voie de 5 m de largeur utile. Ses pylônes de 32 m, prévus pour supporter des tabliers de 48,3 m et 92 m respectivement, avaient une forme de H ; mais pour des raisons de résistance (la géométrie initiale offrait une prise excessive au vent) , il fallut re-profiler les pylônes en forme de A. Cette modification s'accompagna d'un surcoût de 770 000 euros, portant le montant total du projet à 4 millions d'euros. L'investissement a été pris en charge à 75 % par l'Union Européenne (Fonds de Développement régionaux), à 16,67 % par le Land de Berlin et à 8,22 % par la République Fédérale d'Allemagne.